# Скот Оден
Скот Оден (рођен 24. јуна 1967. у Коламбусу, Индијана) амерички је писац најпознатији по својим историјским романима чија се радња одвија у древном Египту, као и у античкој Грчкој. Његов рад је под утицајем петпарачких романа тридесетих година ХХ века, као и историјских фикционих романа Роберта Е. Хауарда.

## Биографија
Оден је рођен 1967. године у Коламбусу (Индијана), САД. Завршио је средњу школу 1985. и уписао Државни Колеџ у Алабами, где је студирао енглески језик и историју. Оден је почео да пише са 14 година и први објављени рад му је била RPG игра "Rogue Warrior".
Оденова прва књига је била "Men of Bronze" из 2005. године, после које је уследио "Мемнон", а након ње и "Лав из Каира", књига која обилује миксом акције и магије, испреплетане са средњовековном политиком, сплеткама и односима између Крсташа и Фатимидског Египта.

## Узори
Писци које Оден наводи као узоре за свој рад су Робер Е. Хауард, Мери Рено, Харолд Лам, Карл Едвард Вагнер и Стивен Пресфилд.

### Новеле
- "Men of Bronze" - "Бронзани људи" (Јун 2005.)
- "Memnon" - "Мемнон" (Август 2006.)
- "The Lion of Cairo" - "Лав из Каира" (Децембар 2010.)

### Кратке приче
- "Theos Khthonios" (2011, у Lawyers in Hell)
- "Amarante: A Tale of Old Tharduin" (2012)
- "Sanctuary" (2012)